# Kompensationsprinzip
Als Kompensationsprinzip oder Kompensationsmethode wird ein genaues Messverfahren für eine elektrische Spannung bezeichnet, bei dem sich der Innenwiderstand des Messgerätes nicht auf das Messergebnis auswirken kann. Bei Verwendung von hochgenauen Messwiderständen können auch unbekannte Widerstände gemessen und danach mit dem Ohmschen Gesetz auch Ströme berechnet werden.
Bei direkten Messungen einer elektrischen Spannung wird das Messergebnis immer vom Innenwiderstand des Messgerätes verfälscht. Beim Kompensationsprinzip dagegen wird eine hochgenau regelbare Hilfsspannung zum Messpunkt gelegt und mit einem empfindlichen Strommessgerät (z. B. einem Galvanometer) der Ausgleichsstrom zur unbekannten Spannung gemessen. Die Hilfsspannung wird eingeregelt, bis der Ausgleichsstrom am Messgerät gleich Null ist (s. auch Kompensation). Diese Stromlosigkeit bedeutet, dass der Messpunkt durch das Messgerät nicht mehr belastet wird und damit dessen Innenwiderstand bedeutungslos ist. Damit ist die bekannte Hilfsspannung gleich der zu messenden unbekannten Spannung.
Das Kompensationsprinzip wird prinzipiell noch bei Messungen mit der Wheatstoneschen oder der Thomson-Brücke angewendet. Zum Messen von Spannungen wird das Verfahren nicht mehr eingesetzt, da mittlerweile moderne Spannungsmessgeräte ausreichend hochohmig gebaut werden können, sodass der Messfehler durch ihren Innenwiderstand vernachlässigt werden kann.